# Фрітьйоф Олстад
Фрітьйоф Олстад (норв. Frithjof Olstad, 23 листопада 1890 — 16 грудня 1956) — норвезький академічний веслувальник.
Бронзовий призер Олімпійських Ігор 1912 року в складі розпашної четвірки зі стерновим з внутрішніми кочетами.